# Paramount Network (Espagne)
Paramount Network (anciennement Paramount Channel) est une chaîne de télévision espagnole appartenant au groupe Paramount Networks EMEAA, division internationale du conglomérat de médias américain Paramount Global.

## Histoire
Paramount Channel est lancée en remplacement de La 10 le 30 mars 2012 avec le film Le Parrain. Elle est disponible gratuitement sur la TDT.
Initialement uniquement consacrée à la diffusion de films, des séries sont ajoutées à la grille des programmes de la chaîne en 2015.
La chaîne a changé de nom pour Paramount Network à partir du 10 juin 2018. Plus de séries sont ajoutées à la grille des programmes de la chaîne.

## Identité visuelle

Logo de Paramount Channel du 30 mars 2012 au 10 juin 2018.
Logo de Paramount Channel du 10 juin 2018 au 23 avril 2018.
Logo de Paramount Network depuis le 23 avril 2018.